# NGC 4403
NGC 4403 је спирална галаксија у сазвежђу Девица која се налази на NGC листи објеката дубоког неба.
Деклинација објекта је - 7° 41' 5" а ректасцензија 12h 26m 12,8s. Привидна величина (магнитуда) објекта NGC 4403 износи 13,0 а фотографска магнитуда 13,8. NGC 4403 је још познат и под ознакама MCG -1-32-8, IRAS 12236-0724, PGC 40656.